# 翁丹维尔
翁丹维尔（法語：Hondainville，法語發音：[ɔ̃dɛ̃vil]）是法国瓦兹省的一个市镇，属于克莱蒙区。

## 地理
翁丹维尔（49°20'24"N, 2°18'2"E）面积6 平方千米，位于法国上法蘭西大區瓦兹省，该省份为法国北部内陆省份，北起索姆省，西接厄尔省和滨海塞纳省，南至塞纳-马恩省和瓦兹河谷省，东临埃纳省。
与翁丹维尔接壤的市镇（或旧市镇、城区）包括：昂日、埃耶、穆伊、埃地区拉纳维尔、圣费利克斯、蒂里苏克莱蒙。

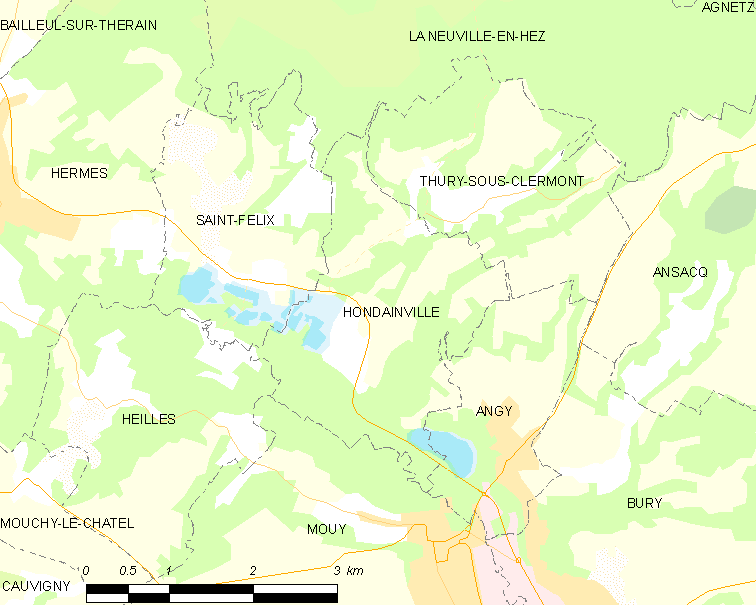
翁丹维尔的OSM定位图

翁丹维尔的时区为UTC+01:00、UTC+02:00（夏令时）。

## 行政
翁丹维尔的邮政编码为60250，INSEE市镇编码为60317。

## 政治
翁丹维尔所属的省级选区为穆伊县。

## 人口

1962-2008年间翁丹维尔人口变化图示

翁丹维尔于2022年1月1日时的人口数量为715人。